# Alyssum dubertretii
Alyssum dubertretii är en korsblommig växtart som beskrevs av René Gombault. Alyssum dubertretii ingår i släktet stenörter, och familjen korsblommiga växter. Inga underarter finns listade i Catalogue of Life.